# Rostkronad bekard
Rostkronad bekard (Pachyramphus castaneus) är en fågel i familjen tityror inom ordningen tättingar.

## Utseende och läte
Rostkronad bekard är en medelstor bekard. Som namnet avslöjar har den en rostfärgad hjässa som kontrasterar med ett brett grått band runt ögonen. På ansiktet och undersidan är den kanelbrun. Sången består av ett mjukt och melodiskt visslande, återgivet som "teeuw-teeu-teeu".

## Utbredning och systematik
Rostkronad bekard delas in i fem underarter med följande utbredning:
- P. c. amazonus – förekommer i nedre Amazonområdet (Brasilien, östra Amazonområdet och Para)
- P. c. castaneus – förekommer från sydöstra Brasilien (Bahia och sydöstra Goiás) till östra Paraguay och nordöstra Argentina
- P. c. intermedius – förekommer i tropiska norra Venezuela (från Falcón till Sucre och Monagas)
- P. c. parui – förekommer i tropiska södra Venezuela (Cerro Paru i Amazonområdet)
- P. c. saturatus – förekommer från tropiska sydöstra Colombia till östra Ecuador, norra Peru och västra Amazonområdet (Brasilien)

## Levnadssätt
Rostkronad bekard hittas i kanter av fuktiga skogar, öppet skogslandskap och i galleriskog. Där ses den ofta sitta öppet på exponerade grenar.

## Status och hot
Arten har ett stort utbredningsområde, men tros minska i antal, dock inte tillräckligt kraftigt för att den ska betraktas som hotad. Internationella naturvårdsunionen IUCN listar arten som livskraftig (LC).

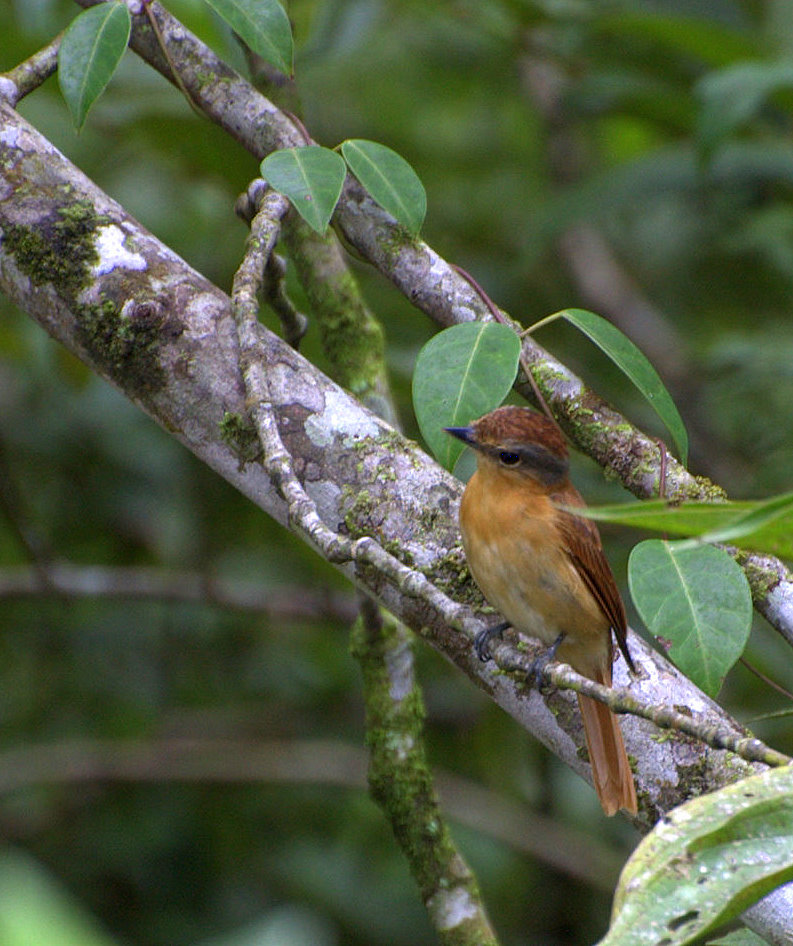